# Filadelfo Mugnos
Filadelfo Mugnos (Lentini, 1607 – Palermo, 28 maggio 1675) è stato uno storico, genealogista e poeta italiano.

## Biografia
Discendente di una famiglia nobile siciliana di origine spagnola, si laureò in giurisprudenza, fu insignito dell'Ordine del Cristo del Portogallo e divenne membro di tutte le accademie dei suoi tempi. Visse a Palermo, dove fu sepolto nella Chiesa di San Francesco dei Minori Conventuali. Storico e poeta, scrisse numerose opere, ma è famoso soprattutto per il Teatro genologico delle famiglie nobili titolate fevdatarie ed antiche nobili del fidelissimo Regno di Sicilia viventi ed estinte, opera che restò per alcuni secoli un riferimento obbligato per genealogisti e storici che si occupassero della Sicilia. In questo trattato genealogico sulle famiglie aristocratiche del Regno di Sicilia, Filadelfo Mugnos risale alle origini delle più antiche casate nobiliari italiane arrivando sino al tempo dell'impero di Carlo Magno. Tra le altre viene, infatti, ricostruita la nascita della famiglia Monaco, il cui capostipite Giovanni de Arles, Altiero proprio di Carlo Magno, uomo assai fedele, per i servigi prestati ricevette una grossa villa in Linguadoca che traformò in monastero, in quanto a fine carriera, così come riporta Raffael Paradino nel suo “ Nobilario Gallico”, chiese all'imperatore di vestire l'abito dei Basiliani, da qui l'origine del mutamento del cognome. Per le sue imprecisioni di storico di non lodata esattezza, nient'affatto scevro dai vizi del suo tempo, il Mugnos fu criticato da Vincenzo Auria ne La verità historica svelata o vero Avvertimenti e correzioni al nuovo Laertio di D. Filadelfo Mugnos edita a Palermo nel 1702, di cui fecero le lodi dapprima Antonio Mongitore ed in seguito Alessio Narbone e Domenico Scinà.

## Opere

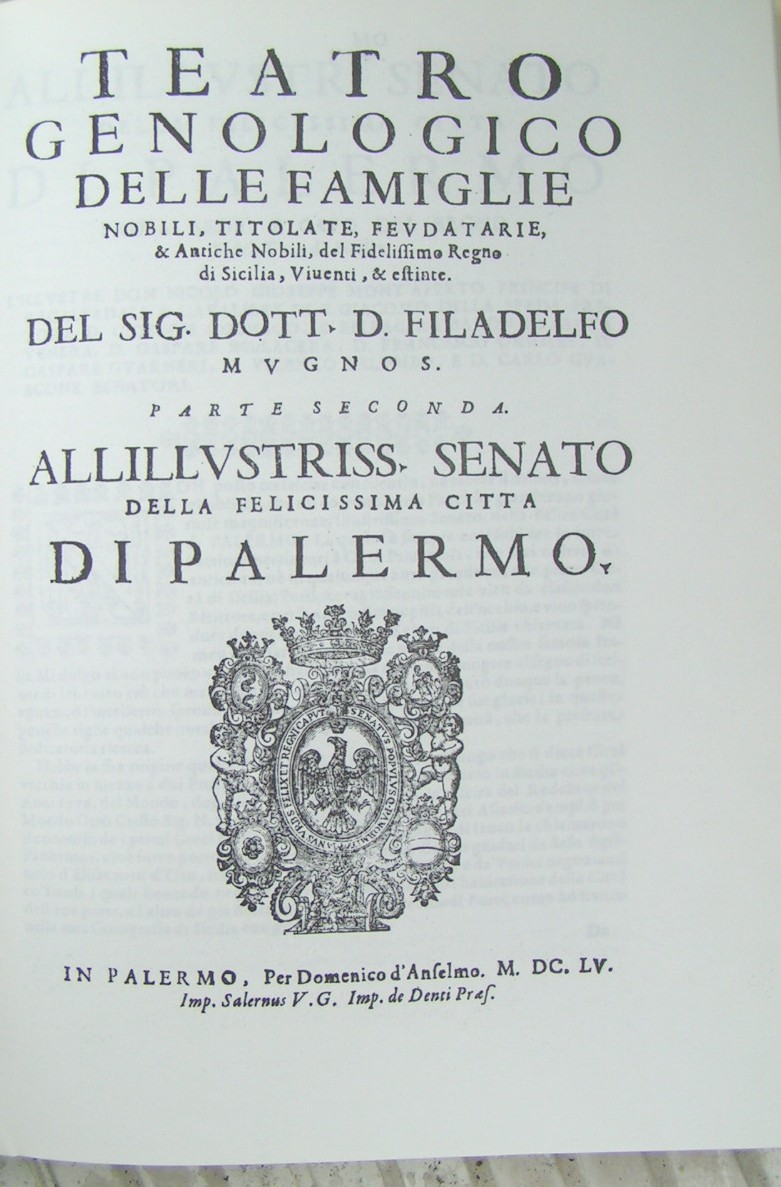
Frontespizio della 2ª parte del Teatro genologico delle famiglie nobili titolate fevdatarie ed antiche nobili del fidelissimo Regno di Sicilia viventi ed estinte edita a Palermo nel 1655

- Il trionfo leontino, o vero il meraviglioso et orrendo martirio e morte delli gloriosi martiri Alfio, Filadelfo e Cirino, Palermo, 1640;
- Proserpina rapita, Messina, 1643;
- Discorso contro coloro che dicono essersi ritrovata un'arte nuova di compor tragedie, Palermo, 1645;
- I ragvagli historici del Vespro siciliano, Palermo, 1645 (consultabile online);
- Teatro genologico[2] delle famiglie nobili titolate fevdatarie ed antiche nobili del fidelissimo Regno di Sicilia viventi ed estinte, 1ª (online), 2ª (online) e 3ª parte (online), Palermo e Messina, Pietro Coppola, Domenico d'Anselmo e Giacomo Mattei, 1647, 1655 e 1670;
- Annali del Regno di Sicilia con i successi d'anno in anno dal principio della sua abitazione sino all'anno 1649, Palermo, 1650;
- Il nuovo Laertio, Palermo, 1650;
- Lico e Lisso favola boscareccia, Palermo, 1650;
- Aggitamento accademico sopra l'origine e progresso della lingua latina, Roma, 1650;
- Historia della avgvstissima famiglia Colonna, Venezia, Stamperia del Turrini, 1658 (online);
- Laconico discorso della nobilissima famiglia Petrvcci d'Altomonte di Siena, Napoli, 1670;
- Albero genealogico della famiglia Molli, Napoli, 1674;
- Teatro della nobiltà del mondo, Napoli, Novello de' Bonis, 1680 (postumo) (online).